# مؤسسه مطالعات فلسطین
مؤسسه‌ی مطالعات فلسطین (IPS) قدیمی ترین مؤسسه‌ی تحقیقاتی، خدمات عمومی غیرانتفاعی و مستقل در جهان عرب است که در سال ۱۹۶۳ در بیروت، لبنان تاسیس شد و از آن زمان به عنوان الگوی سایر موسسات این منطقه عمل کرده است. این تنها مؤسسه در جهان است که صرفاً به تحلیل و مستند سازی امور فلسطین و درگیری اعراب و اسرائیل اختصاص دارد. این مؤسسه همچنین ژورنال‌های علمی منتشر می‌کند و بیش از ۶۰۰ کتاب، تک‌نگاشت و مجموعه مستند به زبان انگلیسی، عربی و فرانسه - و همچنین مجلات معتبر آکادمیک سه ماهه خود را منتشر کرده است: ژورنال مطالعات فلسطین ، فصلنامه اورشلیم و مجله‌ی مطالعات فلسطین.  کتابخانه آن در بیروت بزرگترین کتابخانه تخصصی جهان عرب در امور فلسطین، درگیری های اعراب و اسرائیل و دانشنامه‌ی یهود است.
مؤسسه‌ی مطالعات فلسطین توسط هیأت امنایی متشکل از چهل دانشمند، بازرگان و شخصیت دولتی که تقریباً نمایندگی تمام کشورهای عربی را دارند ، اداره می شود. این موسسه در حال حاضر در بیروت ، پاریس، واشینگتن و رام الله دفتر دارد. 

## سازمان
این مؤسسه به هیچ دولت، حزب یا سازمان سیاسی‌ای وابسته نیست فعالیت های مؤسسه‌ی مطالعات فلسطین از طریق درآمد حاصل از وقف، مشارکت‌ها و هدایای اهداکنندگان و فروش نشریات آن تأمین می‌شود.

## تاریخچه
در سال ۲۰۰۶، مؤسسه‌ی مطالعات فلسطین پروژه مانیتور کنگره را راه اندازی کرد، که هر ابتکار قانونی در کنگره آمریکا که از فلسطین یا اسرائیل نام می‌برد یا به نزاع فلسطین و اسرائیل می‌تواند مؤثر باشد را رصد می‌کند. این پروژه به‌صورت آنلاین است و کاربران می توانند از طریق پایگاه مانیتور کنگره به قوانین و همچنین جلسه‌ی ضبط‌شده کنگره دسترسی پیدا کنند. در این پروژه نکاتی در مورد استفاده از پایگاه‌داده و همچنین یک راهنمای سریع درمورد روند قانونگذاری ایالات‌متحده ارائه شده است.

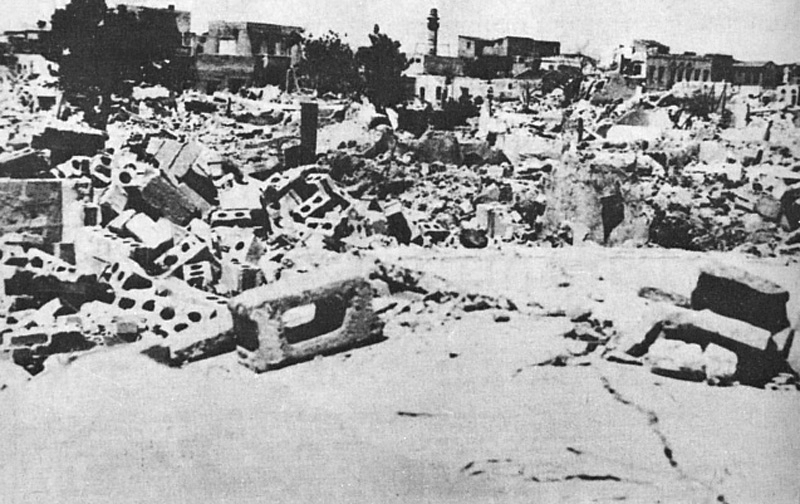
خرابه های لیددا

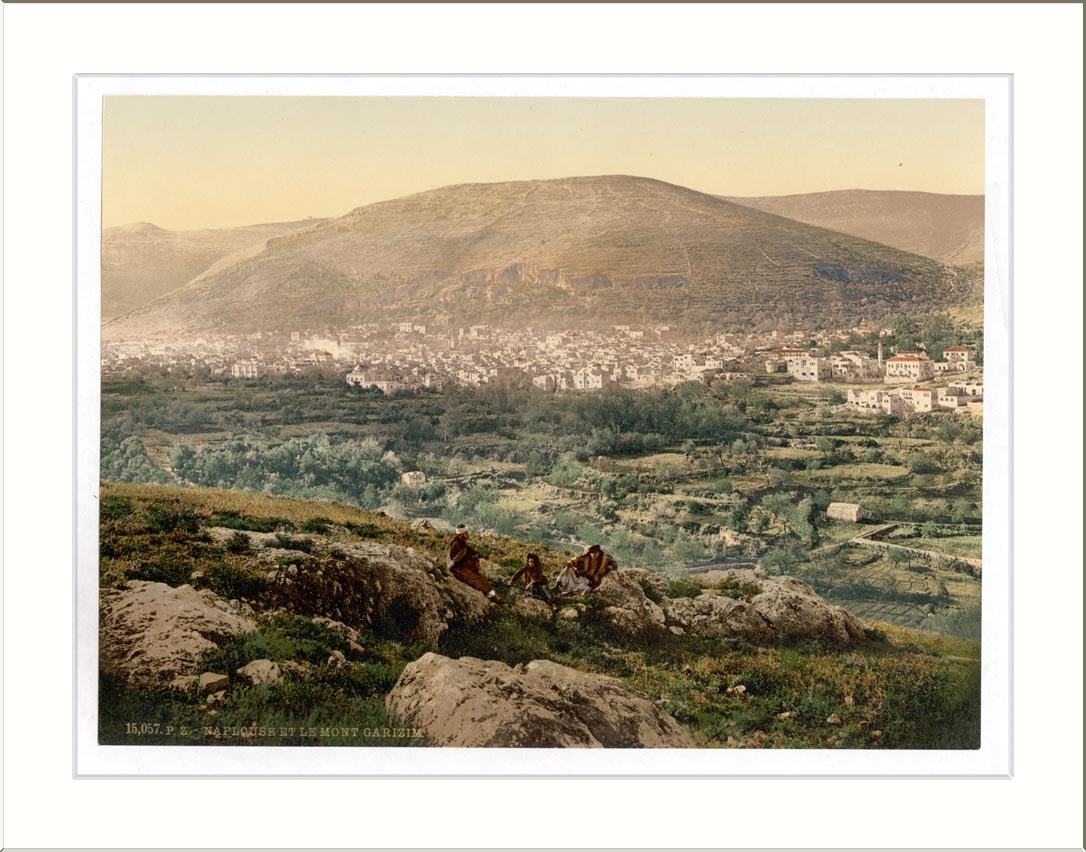
نابلس ، کرانه باختری

## کتابخانه
کتابخانه‌ی این این موسسه در دفتر مرکزی آن در بیروت واقع شده‌است. این کتابخانه بزرگترین کتاب در جهان عرب است که به امور فلسطین، درگیری‌های اعراب و اسرائیل و دانشنامه‌ی یهودی اختصاص دارد و دارای بیش از ۴۰.۰۰۰ جلد کتاب، ۴۰۰ نشریه دوره‌ای معاصر، ۵۰۰۰ حلقه فیلم به اضافه روزنامه، نقشه، اسناد و مجموعه بزرگی از مقالات خصوصی است. این بخش همچنین به مطالعه و ارتقا دانش عبری نیز اهتمام دارد.

## انتشارات
این موسسه سه فصلنامه به انگلیسی و عربی منتشر می‌کند. این موارد به ترتیب از واشینگتن، پاریس، قدس و بیروت به طور مستقل ویرایش و منتشر می‌شوند. این نشریات عبارتند از:
- ژورنال مطالعات فلسطین، که در سال ۱۹۷۱ تأسیس شد. [۹] توسط انتشارات دانشگاه کالیفرنیا به نمایندگی از مؤسسه منتشر و توزیع می‌شود. سردبیر فعلی آن رشید خالدی از دانشگاه کلمبیا است.
- فصلنامه فرانسوی مطالعات فلسطین (فرانسوی: Revue d'études palestiniennes‎) [۵] که از سال ۱۹۸۲ شروع به انتشار کرد، به طور مستقل توسط مؤسسه‌ی مطالعات فلسطین در پاریس ویرایش و توزیع شد.
- فصلنامه‌ی مطالعات فلسطین به زبان عربی، (به عربی: مجلة الدراسات الفلسطينية)، در سال ۱۹۹۰ تأسیس شد. این مجله که در لندن و بیروت ویرایش و به طور همزمان در رام الله در کرانه باختری برای توزیع در سرزمین های فلسطینی منتشر می‌شود. الیاس خوری ، نویسنده مشهور لبنانی سردبیر این نشریه است.
- فصلنامه اورشلیم (JQ) (به عربی: حوليات القدس) در سال ۱۹۹۸ به عنوان پرونده سه ماهه اورشلیم پی‌ریزی شد و توسط مؤسسه مطالعات قدس(IJS) ، وابسته موسسه مطالعات فلسطین منتشر شده است. فصلنامه اورشلیم ویژگی های تاریخی و تجزیه و تحلیل معاصر در مورد جنبه های زندگی شهر و بررسی‌ها را منتشر می‌کند. این مجله به‌صورت سه ماهه به‌صورت آنلاین و چاپی از طریق اشتراک پولی در دسترس است.[۱۰]

همچنین بیش از ۶۰۰ عنوان کتاب توسط این مؤسسه منتشر شده‌است. موسسه بسیاری از گزارش های اول شخص فلسطین از جنگ اعراب و اسرائیل در سال ۱۹۴۸ را منتشر کرده است.

## هیئت امنا
این موسسه توسط هیئت امنایی متشکل از دانشمندان عرب، بازرگانان و شخصیت های عمومی اداره می‌شود. یک کمیته اجرایی داوطلب، هیئت برگزیده‌ی مدیر، فعالیت‌های منظم را مدیریت می‌کند. معتمدین از بیشتر کشورهای عربی از جمله الجزایر ، بحرین ، مصر ، اردن ، کویت ، لبنان ، قطر ، عربستان سعودی ، امارات متحده عربی و یمن به این مؤسسه می‌آیند.